# 致穎
致穎（Musquiqui Chihying），臺灣藝術家、實驗影像導演，現居臺北與柏林。其創作《關注全球南方跨現代性》、《後殖民身份以及當代影像技術》等議題，近年的作品多探討非洲、亞洲地區及非亞海洋（Afrasian Sea）間族群以及技術交流的特殊歷史境況。

## 作品
致穎的創作曾經在許多藝術機構展出，包含布魯塞爾WIELS美術館、首爾Art Sonje Center善宰藝術中心、巴黎Centre Pompidou龐畢度中心、上海PSA當代美術館、北京UCCA尤倫斯當代藝術中心、臺北MoCA當代藝術館、TFAM臺北市立美術館等。
此外，他的影像作品也曾於許多影展放映，包含瑞士盧卡諾影展、德國柏林影展、荷蘭鹿特丹影展、臺北金馬影展、臺北電影節等。
2023年獲臺灣洪建全基金會（Hong Foundation）頒發銅鐘藝術賞首獎， 2019年獲西班牙哈恩內夫肯基金會（Han Nefkens Foundation）與米羅基金會（Fundació Joan Miró）頒發年度LOOP錄像藝術首獎，同年也入圍德國柏林藝術獎（Berlin Art Prize）。 他是臺灣藝術團體復興漢工作室（Fuxinghen Studio）成員之一，同時主持RLIS影響研究室（Research Lab of Image and Sound），專注於媒體技術與圖像政治研究。